# Marj as-Suffar
Marj as-Suffar (àrab: مرج الصفر, Marj aṣ-Ṣuffar) és una plana al sud de la comarca de la Ghuta prop de Damasc. Limita al nord amb el riu al-Awaj, a l'est la via fèrria Damasc-Adhra-Amman, al sud-est la regió volcànica de Saffa, al sud Ladja i a l'oest el poble de Kanakir.
A aquesta comarca es va produir l'agost del 634 la batalla d'aquest nom entre les tropes àrabs de Khàlid ibn Saïd ibn al-As (sota ordes de Xurahbil ibn Hàssana) que havien triomfat a Ajnadayn i venien del Djawlan; havien acampat a la plana quan foren sorpresos pels romans d'Orient manat per Teodor, germà de l'emperador Heracli, al que s'havien unit els gassànides manats per al-Hàrith ibn Abi Shahm. Khalid va morir; la seva esposa Umm Hakim bint al-Harith bint Hisham bint al-Mughira (havia enviudat de Íkrima ibn Abi-Jahl i s'acabava de casar amb Khàlid) es va llençar contra els grecs i en va matar alguns; després un pont va portar el seu nom. Els romans d'Orient es van acabar retirant en arribar reforços àrabs.
Khàlid ibn al-Walid hi va acampar quan anava al sud el 635. Fou també teatre dels moviments previs de la batalla de Marj ar-Ràhit.
El 1083 Tútuix I va fer una expedició contra els romans d'Orient d'Antioquia i aprofitant el moment Muslim ibn Kuraysh xeic dels Banu Uqayl i emir d'Alep va decidir anar a assetjar Damasc amb suport dels Banu Numayr i els Banu Xayban i alguns turcmans; Muslim va negociar el suport dels fatimites egipcis però tot i haver-se acordat no es va produir i Damasc es va defensar esperant la tornada de Tútuix i van obligar els atacants a retirar-se cap a Marj as-Suffar on van acampar i després es van dirigir per l'est cap a Salamiyya a través de l'Hamad. El 1096 fou Ridwan ibn Tútuix el que anar a assetjar Damasc amb el suport de Sukman ibn Ortuk, però quan va saber que Xams-al-Mulk Duqaq tornava a la ciutat amb l'exèrcit es va retirar al Marj as-Suffar i finalment va anar a saquejar l'Hauran, perseguit per Duqaq, però Ridwan va poder arribar a Alep on estava de retorn a mitjan desembre de 1096.
L'emir seljúcida Sharaf al-Din Mawdud de Mossul i l'atabeg Dhàhir-ad-Din Tughtikín de Damasc van derrotar els croats a al-Sinnabra (al sud del llac Tiberíades) el 28 de juny de 1113 i els croats es van retirar mentre els àrabs acampaven per ocupar la ciutat però al cap de 36 dies, mancats de queviures i amb una forta calor, es van retirar per Baysan passant per Marj as-Suffar on Mawdud va ordenar dispersar l'exèrcit i va anar amb Tughtikín a Damasc on van arribar el 5 de setembre de 1113.
L'hivern de 1125 Balduí II de Jerusalem va decidir atacar Damasc en revenjar per una ràtzia de Tughtikín a la tardor anterior; volia passar per Marj as-Suffar però l'atabeg va situar les seves tropes en aquesta regió i van avançar fins a Tell al-Shakhab. Els dos exèrcits es van enfrontar el 25 de gener de 1126; inicialment els francs es van retirar però es van acabar recuperant i a la nit els musulmans van abandonar la zona cap al Djabal Aswad prop de Kiswa.
La segona quinzena de setembre del 1129, després de la matança dels batiniyya, els francs van fer una expedició a Damasc. Tadj al-Muluk Buri va cridar en ajut al califa fatimita sense rebre resposta i els croats van acampar a Marj as-Suffar davant de Djisr al-Khashab. L'exèrcit musulmà reforçar amb beduïns i turcmans va enfrontar als croats que encara no s'havien reagrupat i els van derrotar.
El 1199 durant el conflicte entre al-Àdil I i al-Àfdal ibn Salah-ad-Din, aquest darrer va acampar a Marj as-Suffar abans de reprendre el setge de Damasc (juliol); l'any següent hi va acampar adh-Dhàhir ibn Salah-ad-Din d'Alep quan anava cap a la seva capital. El 1217 al-Adil I, pressionat pels croats es va retirar de Palestina cap al nord, passant per Baysan i va creuar el riu Jordà, passant per Adjlun i després va tornar al nord per Ras al-Ma cap a Marj al-Saffar on va cridar als prínceps aiubites en ajut però només va respondre al-Mujàhid ibn al-Qàhir d'Homs. Mentre era a Marj al-Saffar, el seu fill que governava Egipte en nom seu, va haver de fer front a la cinquena croada que havia desembarcat a Damiata el 28 de maig de 1218. Al-Adil al saber això va deixar la zona de Damasc i va anar cap a Egipte, i va arribar en una marxa forçada d'un dia a Alikin on es va posar malalt i va morir sobre el camp el 31 d'agost de 1218, sent enterrat a Damasc.
A la mort d'al-Kàmil ibn al-Àdil d'Egipte i Damasc el març de 1238 hi va haver conflictes entre els prínceps i an-Nàssir Dawud (1227-1229 a Damasc) va haver de renunciar a Damasc i es va retirar a Kabun a 4 km al nord i al sentir-se amenaçat es va retirar al Marj as-Suffar, al castell omeia d'Umm Hakim, i després cap al Kalat al-Rabad, el castell d'Adjlun.
El març/abril de 1303 els mongols van entrar a Síria i van avançar cap a Hamat. Els habitants de Damasc que ja havien tingut una breu ocupació mongola el 1300, van anar a enfrontar als invasors a Marj as-Suffar on se'ls va unir el sultà an-Nàssir Muhàmmad ibn Qalàwun amb les forces que venien d'Egipte; els mongols van prendre posicions a Shakhab a l'oest del Marj as-Suffar; la batalla de Marj as-Suffar o batalla de Shakhab es va lliurar el 21 d'abril de 1303, i els mamelucs els van derrotar; en la batalla van morir els emirs Izz al-Din Aydamue al-Izzi al-nakib i el amir Izz al-Din Aybak al-Turki al-Zahiri governador d'Homs i el hàjib Djamal al-Din Akkush al-Shamir.
Al segle xiv s'hi can construir diversos kans.
Barquq el mameluc havia estat alliberat d'al-Karak el setembre/octubre del 1389 i va arribar al Marj as-Suffar el 14 d'octubre de 1389 amb 500 homes, mamelucs i beduïns, va despistar a les tropes sirianes (de Damasc) a Shakhab (30 d'octubre de 1389) i va assetjar la ciutat; els amirs del nord de Síria es van ajuntar per anar a defensar la ciutat, però una part es va passar a Barquq pel camí; al final de desembre Barquq va saber que avançava Timur Bugha Mintash i es va retirar de Damasc després d'un combat a Bab al-Djabiya a l'oest de la ciutat, i es va replegar cap a Marj al-Saffar, passant per Kiswa i establint el campament a Shakhab; el xoc entre els dos exèrcits va tenir lloc el 5 de gener de 1390. En un cop de sort, quan anava a ser derrotat, Barquq va poder fer presoners al sultà as-Sàlih Hajjí i al califa al-Mutawàkkil I. Mintash no els va poder alliberar i finalment una forta turmenta de pluja i calamarsa va obligar els combatents a deixar la lluita. Mintash es va refugiar a Damasc i Barquq es va dirigir al Caire amb els seus presoners i els amirs que li havien fet costat i va recuperar el tron (febrer de 1390).
El combat decisiu dels aliats (britànics i francesos lliures) per recuperar Síria, que estava en mans del govern de Vichy, es va lliurar a Marj as-Suffar a finals de juny de 1941.